# Avstrijsko socialno delo
Avstrijska socialna služba (nemško Österreichischer Sozialdienst) je neprofitna organizacija, ki jo je ustanovil Dr. Andreas Maislinger leta 1998, na podlagi 12 (b) zakona o alternativnih službah. Ponuja možnost nadomeščanja devetmesečne obvezne civilne službe z 12 mesečnim delom v tujini. Je del društva Avstrijska civilna služba v tujini (Österreichischer Auslandsdienst).
Delo v tujini je razdeljeno na tri kategorije: socialno delo, spominsko delo in mirovno delo. Socialno delo pomaga v posameznih državah pri ekonomskem in socialnem razvoju. Društvo avstrijske civilne službe ponuja v kategoriji socialnega dela 32 različnih delovnih krajev z 69imi prostori. Partnerske organizacije društva so razdeljene v 22ih različnih državah ter na več kot 4ih kontinentih in imajo najrazličnejše naloge in cilje. 
Nekateri projekti so projekti za brezdomne otroke, izobraževalni projekti, oskrba starih in ljudi s posebnimi potrebami, medicinska oskrba, kakor tudi pomoč za homoseksualne. Obstajajo tudi delovna mesta s projekti za okolje in razvoj v državah Afrike.

## Mestna dela v tujini
Argentina
- Buenos Aires - Centro de Atencion Integral a la Ninez y Adolescencia

 Avstralija
- Melbourne - Jewish Holocaust Museum and Research Centre
- Melbourne - Jewish Museum of Australia

 Belgija
- Bruselj - European Disability Forum

 Bosna in Hercegovina
- Sarajevo - Phoenix Initiative

 Brazilija
- Alagoinhas - Associacao Lar Sao Benedito
- Lauro de Freitas - Centro Comunitario Cristo Libertador
- Petrópolis - Casa Stefan Zweig
- Rio de Janeiro - Center for Justice and International Law (CEJIL)

 Bolgarija
- Sofija - Schalom – Organisation der Juden in Bulgarien

 Ljudska republika Kitajska
- Nanking - (v načrtu)
- Qiqihar - China SOS Children's Village Association
- Šanghaj - Center za judovske študije

 Čile
- Santiago de Chile - CTD Galvarino - Sename

 Kostarica
- La Gamba - La Gamba
- Puntarenas - Finca Sonador - Asociaicón de Cooperativas Europeas Longo Mai
- Puntarenas - Union de Amigos para la Protección del Ambiente (UNAPROA)
- San Isidro - Asociación Vida Nueva

 Nemčija
- Berlin - Jüdisches Museum Berlin
- Marburg - Terra Tech
- Moringen - KZ Moringen
- München - Jüdisches Museum München

 Anglija
- London - Royal London Society for the Blind
- London - The National Yad Vashem Charitable Trust
- London - Institute of Contempory History and Wiener Library

 Francija
- Oradour-sur-Glane - Centre de la Mémoire d´Oradour
- Pariz - La Fondation pour la Mémoire de la Déportation
- Paris - Amicale de Mauthausen

 Gabon
- Lambaréné - Albert Schweitzer Hospital

 Gvatemala
- Quetzaltenango - Instituto de Formacion e Investigacion Municipal,
- Santa Rosita - Casa Hogar Estudiantil ASOL

 Indija
- Auroville - Auroville Action Group (AVAG)
- Dharmsala - Nishtha- Rural Health, Education and Environment Center
- Dharmsala - Tibetan Children´s Village
- Dharmsala - Tibetan Welfare Office
- Kerala - Mata Amritanandamayi Mission

 Izrael
- Jeruzalem - AIC - Alternative Information Center
- Jeruzalem - St. Vinzenz-Ein Karem
- Jeruzalem - Yad Vashem

 Italija
- Como - Istituto di Storia Contemporanea »Pier Amato Perretta«(ISC)
- Milano - Centro Di Documentazione Ebraica Contemporanea (CDEC)
- Prato - Museo della Deportazione Arhivirano 2020-07-06 na Wayback Machine.

 Japonska
- Hirošima - Hiroshima Peace Culture Foundation

 Kanada
- Montreal - Holocaust Memorial Centre
- Montreal - Kleinmann Family Foundation

 Kenija
- Nairobi - Kenia Water for Health Organisation

 Madagaskar
- Analalava pri Antalaha (planirano)

 Mehika
- planirano

 Nikaragva
- Granada - Fundación Arhivirano 2007-09-28 na Wayback Machine. Casa de los tres mundos
- Condega - La Fraternidad

 Nizozemska
- Amsterdam - UNITED for Intercultural Action

 Norveška
- Oslo - Jodisk Aldersbolig

 Pakistan
- Lahore - SOS children villages Pakistan
- Lahore - ProLoka Pakistan

 Peru
- Huancayo - 
- Lima - Centro de Información y Educación para la Prevención del Abuso de Drogas (CEDRO)

 Poljska
- Krakov - Poljska humanitrna organizacija
- Krakov - Središče za judovsko kulturo
- Krakau - Galicia Jewish Museum
- Oświęcim - Auschwitz Jewish Center
- Warschau - Jüdisches Museum Warschau

 Romunija
- Iaşi - Nădejdea Copiilor din România
- Temišvar (planirano)

 Rusija
- Moskau - Russisches Forschungs- und Bildungszentrum »Holocaust«
- Moskva - SOS Kinderdörfer
- Moskva - Center za socialni razvoj in perspektive lastne pomoči
- Moskva - Dobroe Delo
- Sankt-Petersburg - GU SRZ Vera

 Turčija
- Istanbul - Jüdisches Museum Istanbul

 Češka
- Praga - Judovska občina

 Uganda
- Fort Portal - Mountains of the Moon University (MMU)
- Kabale - škofija Kabale - Bishops House

 Madžarska
- Budimpešta - Europäisches Zentrum für die Rechte der Roma Arhivirano 2008-09-13 na Wayback Machine.

 ZDA
- Detroit - Holocaust Memorial Center
- Houston - Holocaust Museum Houston
- Los Angeles - Los Angeles Museum of the Holocaust
- Los Angeles - Simon Wiesenthal Center
- Los Angeles - Survivors of the Shoah Visual History Foundation
- New York - Gay Men's Health Crisis
- New York - Museum of Jewish Heritage
- New York - Anti Defamation League
- New York - American Jewish Committee
- Reno - Center for Holocaust, Genocide & Peace Studies Arhivirano 2007-02-19 na Wayback Machine.
- Richmond - Virginia Holocaust Museum
- San Francisco - Holocaust Center of Northern California
- St. Petersburg - The Florida Holocaust Museum

 Belorusija
- Minsk - Belarussian Children's Hospice
- Minsk - Otroški dom št.6
- Minsk - Otroški vrtec for Children with Special Needs

## Zunanji linki
- Avstrijska socialna služba
- Avstrijska civilna služba v tujini